# Margatteoidea dahli
Margatteoidea dahli är en kackerlacksart som beskrevs av Karlis Princis 1962. Margatteoidea dahli ingår i släktet Margatteoidea och familjen småkackerlackor.
Artens utbredningsområde är Kamerun. Inga underarter finns listade i Catalogue of Life.